# Internationaal Instituut voor Sociale Geschiedenis
Het Internationaal Instituut voor Sociale Geschiedenis (IISG) is een onderzoeksinstituut in Amsterdam dat collecties over werk en arbeidsverhoudingen verzamelt en de wereldwijde sociale geschiedenis onderzoekt.

## Geschiedenis
Het IISG werd in 1935 opgericht door professor Nicolaas Posthumus, die twee decennia eerder de oprichter van het Nederlandsch Economisch-Historisch Archief (NEHA) was en tien jaar later de stichter werd van het Rijksinstituut voor Oorlogsdocumentatie. De aanleiding in 1935 was de gewenste redding van de archieven van de Sozialdemokratische Partei Deutschlands, waaronder ook het Marx-Engelsarchief. Daarvoor moest een veilig onderdak worden gevonden vanwege de politieke toestand in nazi-Duitsland. Daarbij kwam niet veel later het archief van de Spaanse trotskisten.
Sinds 1979 is het een instituut van de Koninklijke Nederlandse Akademie van Wetenschappen (KNAW). Sinds 1989 is het tezamen met het NEHA en (tot medio 2017) met het Persmuseum gehuisvest in het voormalige cacaopakhuis Koning Willem I aan de Cruquiusweg te Amsterdam.
Toen het IISG zijn behuizing in Amsterdam-Oost betrok, verhuisde het NEHA eveneens (vanuit Den Haag) en gingen beide instituten nauw samenwerken. In 2005 werden de uitvoerende taken van het NEHA ondergebracht bij het IISG. Sindsdien brengt het IISG aan het NEHA jaarlijks een rapportage uit over de uitvoering van de taken op het gebied van de economische geschiedenis.

## Archieven
Het IISG verzamelt archieven en data om onderzoekers te faciliteren.  De (politiek gevoelige) collecties zijn eigendom van – of in bruikleen afgestaan aan – de Stichting IISG. Het instituut herbergt diverse collecties, onder andere archieven van Karl Marx en Friedrich Engels, en uiteenlopende collecties als die van Provo, de VVDM, de FNV, de PvdA en SDAP, het Algemeen Handelsblad, Arthur Lehning, Anton Constandse, Karl Kautsky, Lev  Trotski, Emma Goldman, de Rote Armee Fraktion en Hans Janmaat.

## Publicaties
In opdracht van de beide instituten gezamenlijk geeft Amsterdam University Press viermaal per jaar het Tijdschrift voor Sociale en Economische Geschiedenis uit. Het eigen Engelstalige wetenschappelijke tijdschrift van het IISG International Review of Social History wordt uitgegeven door Cambridge University Press en verschijnt driemaal per jaar, met een supplement.

## Gebouw
Het gebouw dateert uit 1962/1963 toen hier naar een ontwerp van architecten Cornelis Wegener Sleeswijk en S.J.S. Wichers een nieuwe douaneloods werd neergezet. Het gebouw kende toen een begane grond met een hoogte van zeven meter met daarop nog vier verdiepingen van vier meter hoog. Het was circa 80 meter breed en 30 meter diep. Het gebouw zelf wordt gedragen door een zwaar uitgevoerd skelet met zuilen met een doorsnee van 90 tot 180 cm. De gevel was opgetrokken van dunnen betonnen elementen; het dak werd gedragen door een relatief lichte staalconstructie. Het gebouw kreeg de naam Pakhuis Koning Willem I, omdat hij verantwoordelijk was voor de invoer van de (toenmalige) douanewetgeving. In 1988 begonnen de werkzaamheden om het pakhuis om te bouwen naar een “pakhuis vol sociale geschiedenis” (Het Parool, 10 mei 1988). Onder begeleiding van atelier PRO (die hier in de buurt ook verantwoordelijk was voor de Entrepotbrug, Watertoren Entrepot-West en brug 1940) werd herbestemming een feit. Hiermee werd het gebouw van de sloop gered, want de gemeente Amsterdam wist niet goed wat ze met het verlaten pand aanmoest. Atelier PRO had net ervaring met archief gebouwen opgedaan bij de bouw van het Algemeen Rijksarchief in Den Haag. Het gebouw kon behouden worden, mede omdat de zware constructie het zware papieren archief kon dragen. De grootste verandering vond plaats aan de achterzijde, daar waar een overdekt laadperron aan het water was gemaakt. Door de hoogte van de begane grond kon een extra tussenvloer aan de stevige kolommen gehangen worden. Bovendien kwam er een vide in S-vorm, die doet denken aan de vorm van de Entrepotbrug. De renovatie leverde atelier PRO de Betonprijs 1989 op.

## Afbeeldingen van collectie (selectie)

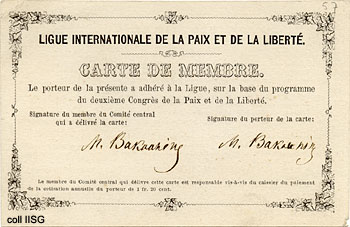
Bakunin Archief (IISG)
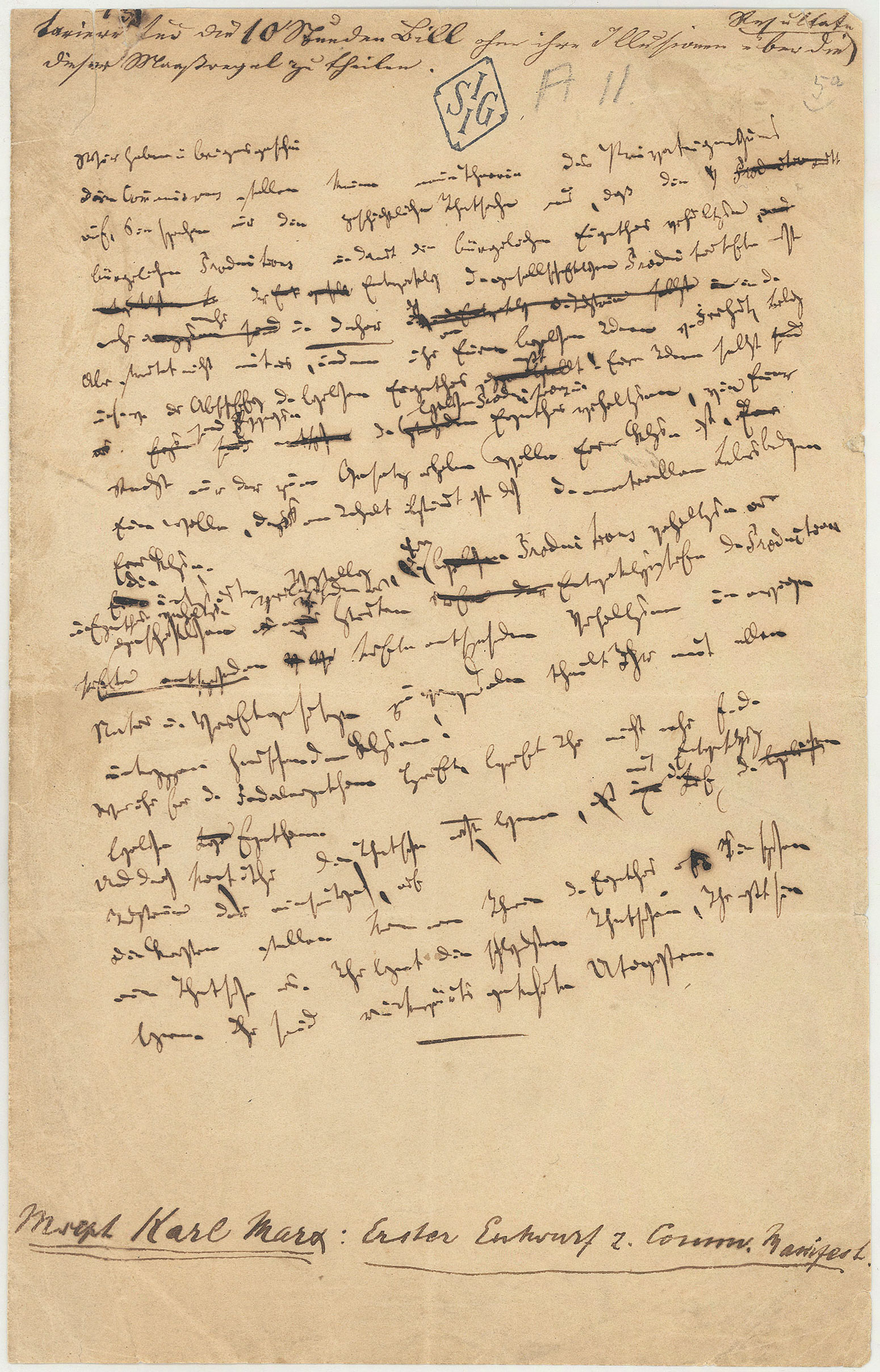
Manifest van de Communistische Partij (Handschrift Karl Marx)
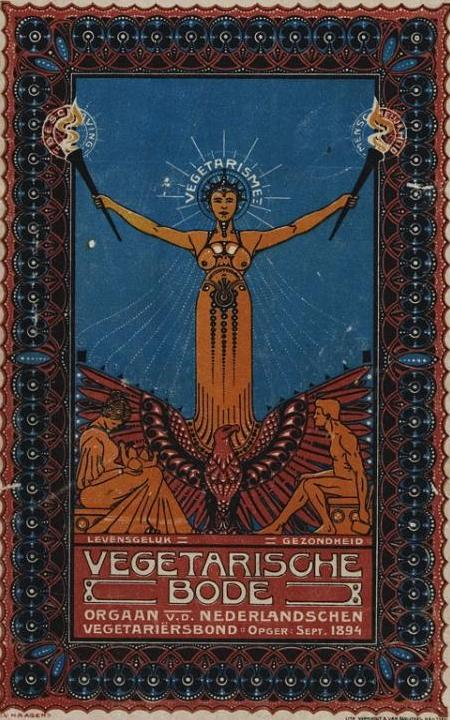
Vegetarische Bode (van Daniël de Clercq)
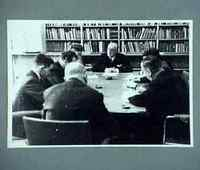
Posthumus tijdens een persconferentie in november 1936 over gestolen documenten van Lev Trotski